# Haáz Sándor (karnagy)
Haáz Sándor (Székelyudvarhely, 1955. december 24. –) romániai magyar karnagy, zenetanár, a Magyar Művészeti Akadémia tagja (2005).

## Életpályája
Nagyapja a festő és múzeumalapító etnográfus Haáz Ferenc Rezső, édesapja a tanár és néprajzkutató Haáz Sándor volt. A marosvásárhelyi Művészeti Líceum zeneszakos diákjaként hegedűt és brácsát tanult, szabadidejében főleg néprajzzal foglalkozott. 1974-ben érettségizett.
Felsőfokú tanulmányait a marosvásárhelyi tanárképző főiskola zene szakán kezdte. Diákként részt vett a marosvásárhelyi régizene együttest megalakulásában. Elsők között szólaltattak meg tizenhatodik századi erdélyi reneszánsz muzsikát.
1978-ban Szentegyházára került általános iskolai zenetanárnak, ahol igazgatója megbízta egy iskolai rézfúvószenekar létrehozásával. Hamarosan vonósegyüttest is alakított. Közben levelezői tagozaton elvégezte a kolozsvári konzervatórium zenepedagógia szakát (1982).
1982-ben lépett fel első ízben együtt az iskola énekkara és zenekara, és az így létrejött együttes 1983-ban vette fel a Gyermekfilharmónia nevet. 	
A Gyermekfilharmónia irányításával kapcsolatban és azt kiegészítve kiterjedt hagyományőrző és -közvetítő tevékenységet végez.

## Elismerései
- a Hargita Megyei Tanfelügyelőség Profesor Evidențiat (=kitüntetett tanár) díja (1983 és 1992)
- Magyarok Világszövetsége MVSZ díj (1993)
- Pro Cultura Hungarica emlékplakett (1997)
- Széchenyi Társaság díj (1997
- Romániai Dalosszövetség Rónai Antal díja (199)
- Julianus díj (2001)
- Romániai Magyar Pedagógusszövetség – Ezüst Gyopár díj (2001)
- Szentegyháza Városi Tanácsa – Pro Urbe díj (2002)
- Magyar Örökség díj (2003)
- Udvarhelyszék Művelődéséért díj (2004)
- Bartók Béla Emlékdíj (2006)
- Nagy Lajos emlékérem – Pécs (2006)
- „Magyarságért” díj – Szarvas (2007)
- Nagy István díj (2008)
- EMKE-díj (2009)
- A Tehetségek Szolgálatáért Életműdíj (2010)
- „Mentor” díj (2011)
- A Magyar Köztársasági Érdemrend tisztikeresztje (2011)
- A Magyar Kultúra Lovagja (2013)

## Képek
Képek

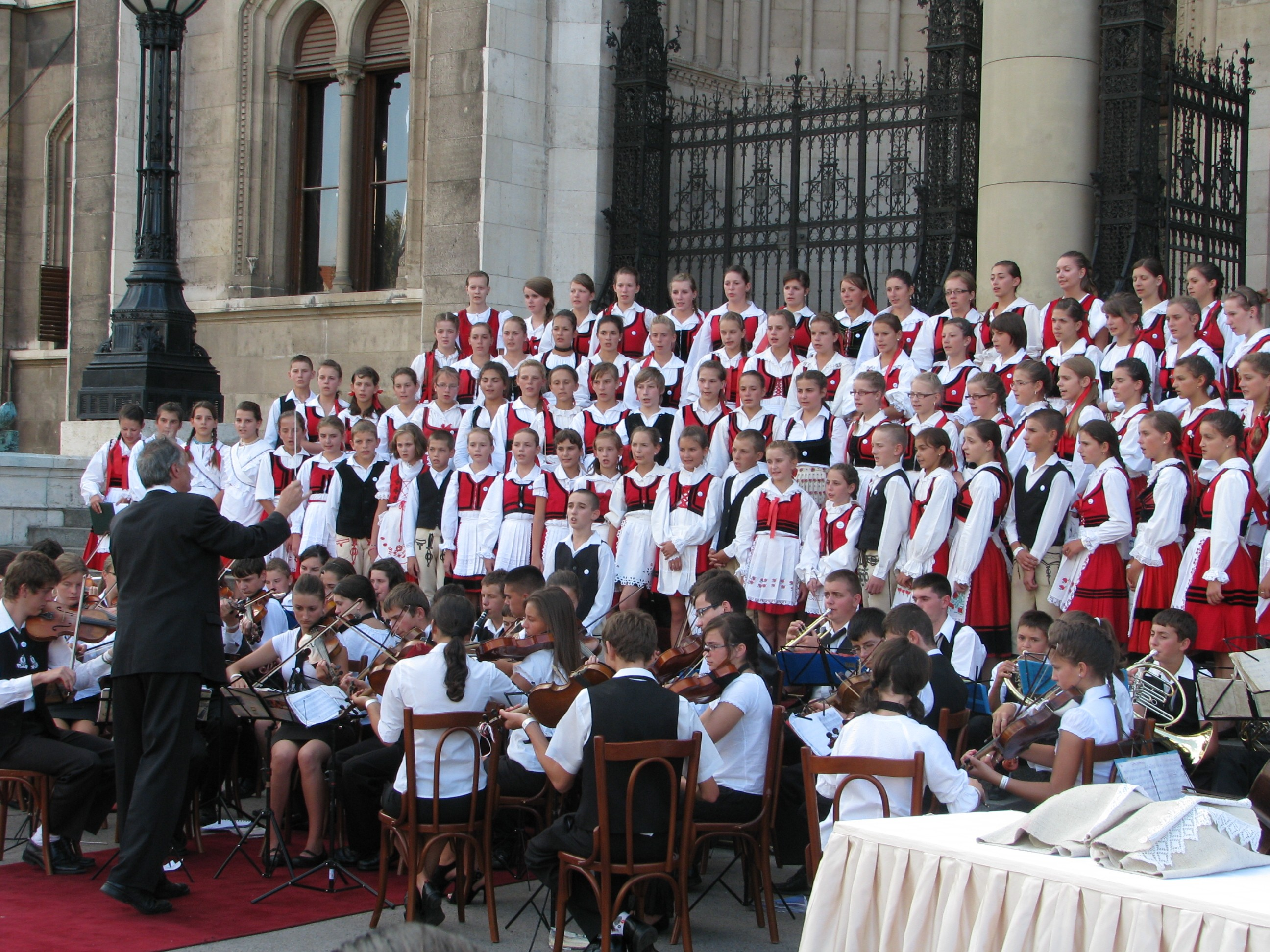
Budapesti fellépés, 2011. szeptember
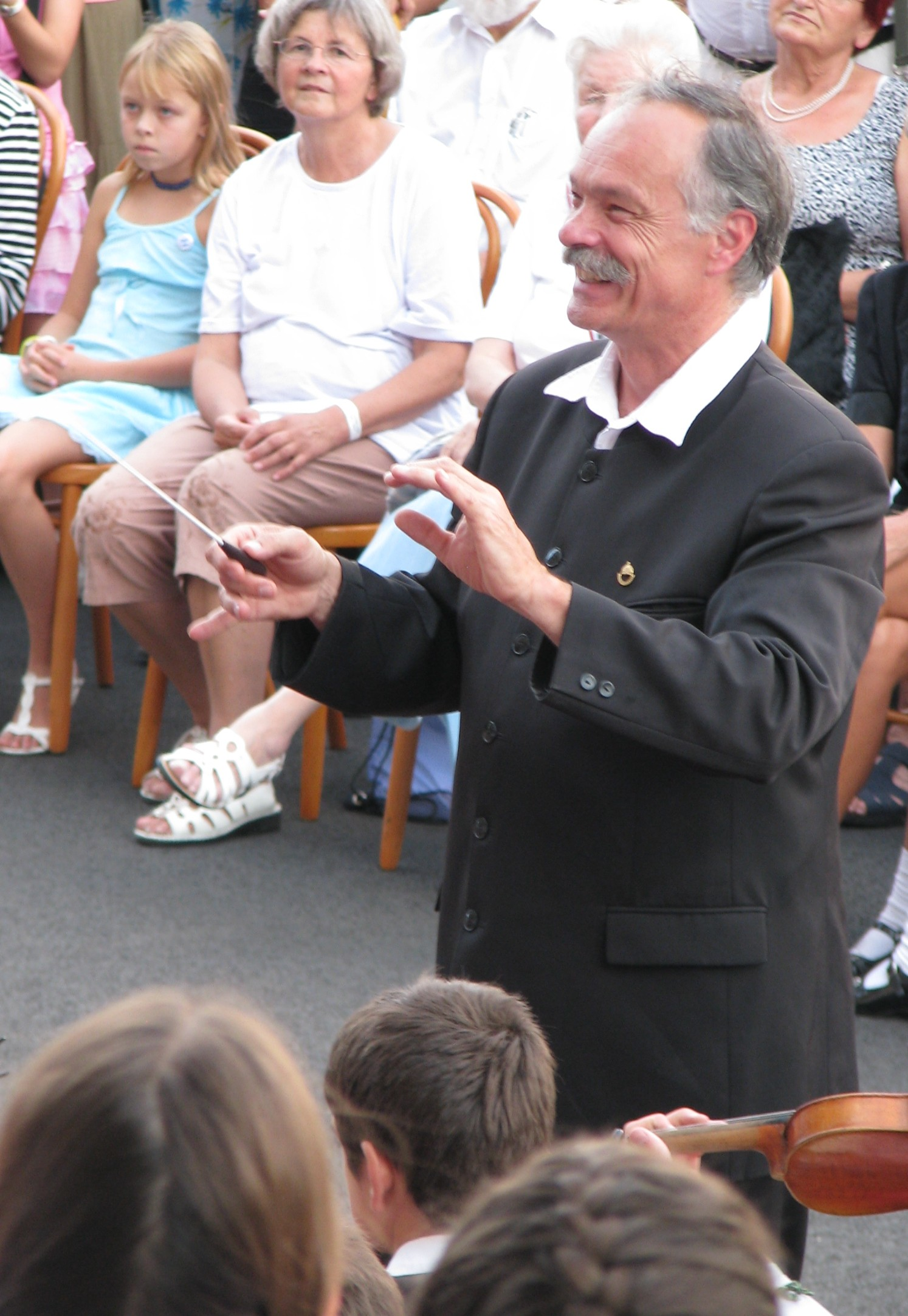
Budapesti fellépés, 2011. szeptember
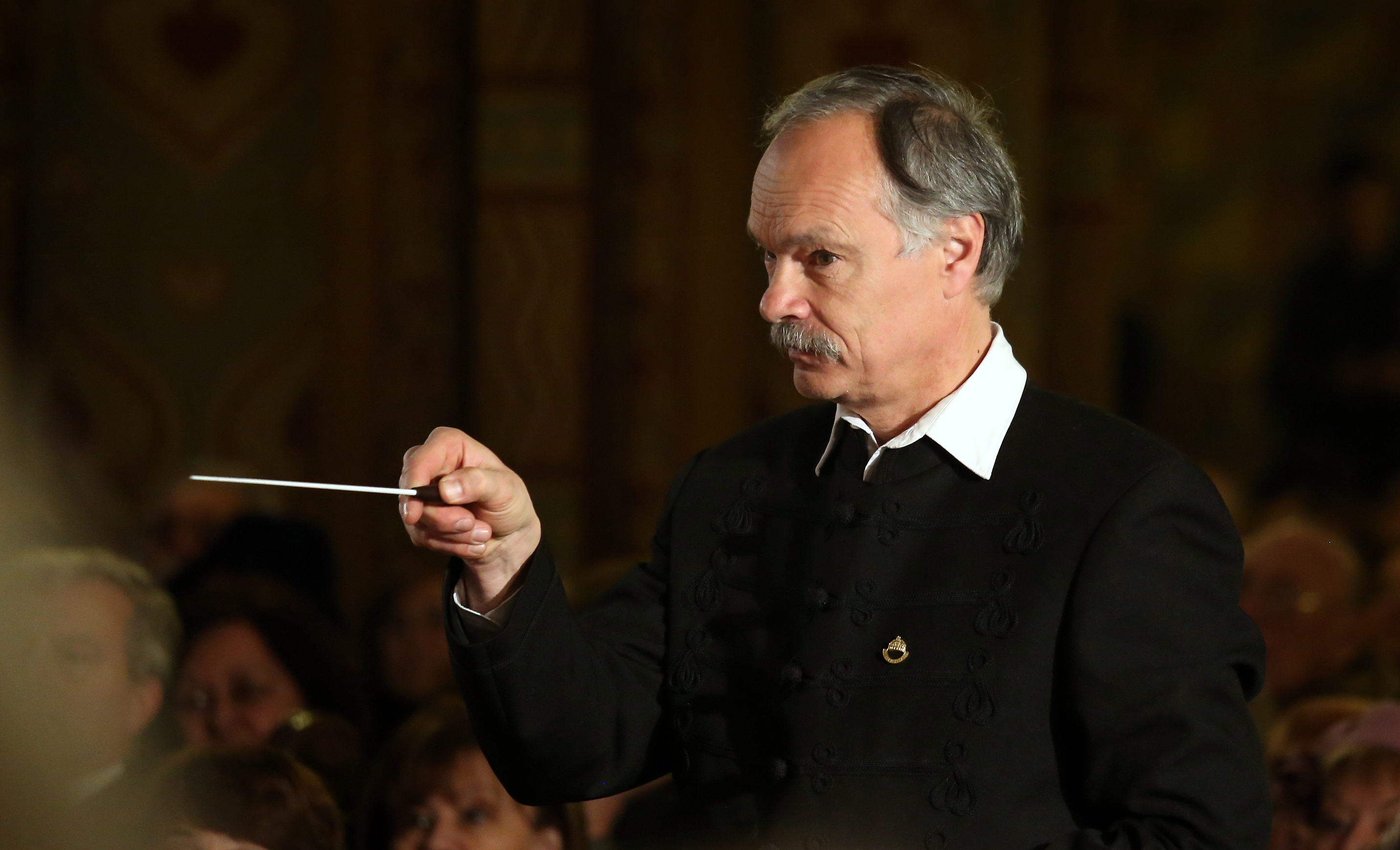
Haáz Sándor 2013-ban
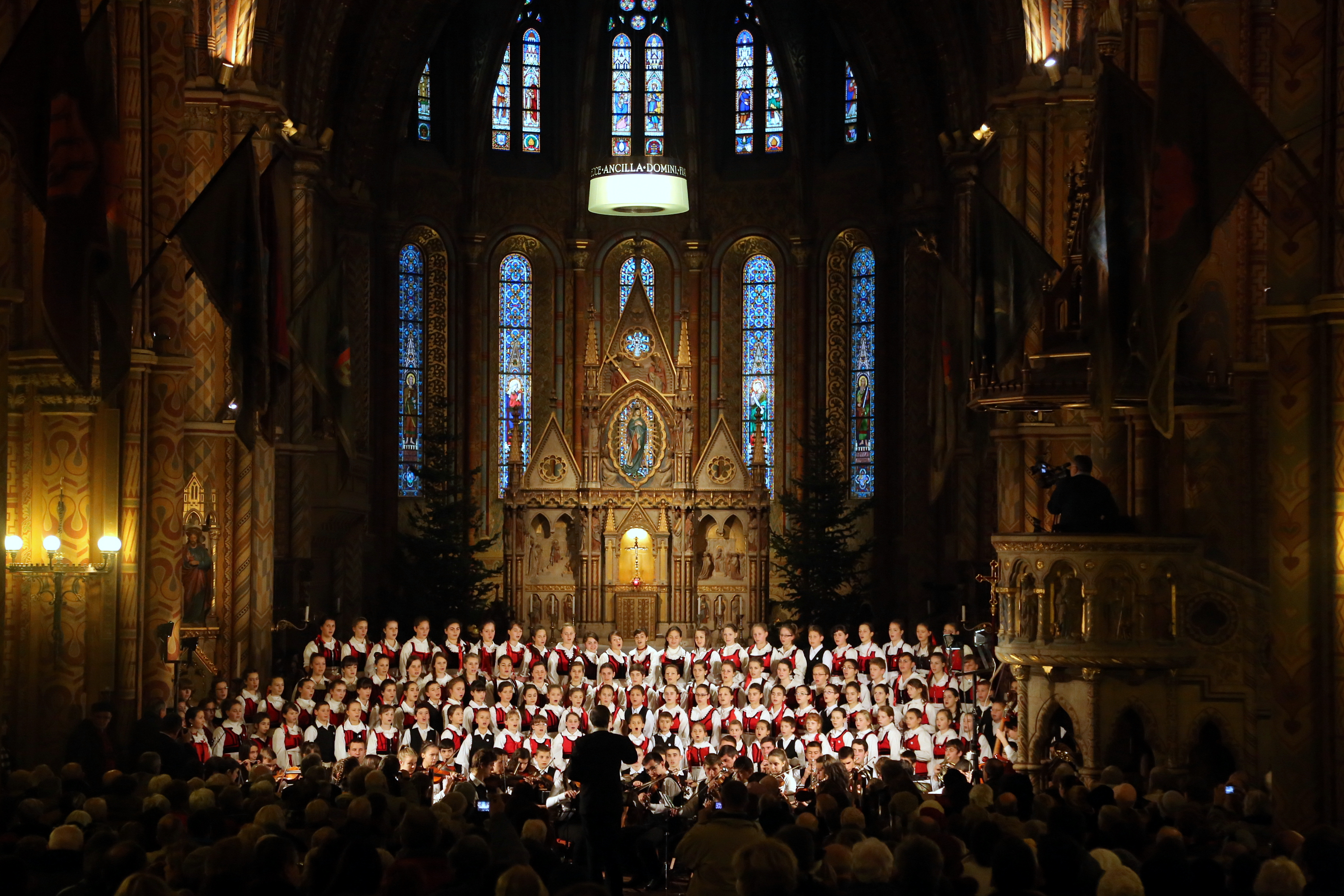
A Szentegyházi Gyermekfilharmónia hangversenye a budai Mátyás-templomban, 2013. december 20.